# Брчићи (Тињан)
Брчићи (хрв. Brčići, итал. Bercici) су насељено место у општини Тињан, Истарска жупанија, Хрватска.

## Историја
До територијалне реорганизације у Хрватској били су у саставу старе општине Пазин.

## Становништво
У попису становништва из 2011. године, Брчићи су имали 100 становника.
| Број становника према пописима | Број становника према пописима | Број становника према пописима | Број становника према пописима | Број становника према пописима | Број становника према пописима | Број становника према пописима | Број становника према пописима | Број становника према пописима | Број становника према пописима | Број становника према пописима | Број становника према пописима | Број становника према пописима | Број становника према пописима | Број становника према пописима | Број становника према пописима |
| ------------------------------ | ------------------------------ | ------------------------------ | ------------------------------ | ------------------------------ | ------------------------------ | ------------------------------ | ------------------------------ | ------------------------------ | ------------------------------ | ------------------------------ | ------------------------------ | ------------------------------ | ------------------------------ | ------------------------------ | ------------------------------ |
| 1857                           | 1869                           | 1880                           | 1890                           | 1900                           | 1910                           | 1921                           | 1931                           | 1948                           | 1953                           | 1961                           | 1971                           | 1981                           | 1991                           | 2001                           | 2011                           |
| 0                              | 0                              | 204                            | 209                            | 223                            | 240                            | 0                              | 0                              | 270                            | 268                            | 178                            | 143                            | 127                            | 122                            | 104                            | 100                            |

Напомена: Године 1857, 1869, 1921. и 1931. године подаци су садржани у насељу Мунтриљ, као и део података од 1880. до 1900. Од 1880. до 1910. исказивано као део насеља.